# James Booth (matematico)
James Booth (Lavagh, 25 agosto 1806 – Stone, 15 aprile 1878) è stato un matematico irlandese.
Dopo aver studiato matematica al Trinity College di Dublino si trasferì in Inghilterra a Bristol, dove fu nominato professore di matematica al Bristol College, e poi a Liverpool, alla Liverpool Collegiate Institution. Nel 1844 diventò presidente della Liverpool Literary and Philosophical Society. Nel 1848 lasciò Liverpool e si trasferì a Londra, dove divenne un membro attivo della Society of Arts. Uomo profondamente religioso, fu ordinato sacerdote della Chiesa anglicana. È considerato una figura chiave per lo sviluppo dell'istruzione popolare nell'Inghilterra vittoriana.
Le sue ricerche matematiche riguardarono lo studio delle curve algebriche e degli integrali ellittici. Introdusse, senza conoscere il precedente lavoro di Julius Plücker, le coordinate di retta, dette poi plückeriane.
La curva piana detta lemniscata di Booth prende il suo nome.